# Wald-Soldanelle
Die Wald-Soldanelle (Soldanella montana) ist eine Pflanzenart aus der Gattung der Alpenglöckchen (Soldanella) innerhalb der Familie der Primelgewächse (Primulaceae). Weitere deutschsprachige Trivialnamen sind Bergglöckchen, Berg-Troddelblume, Berg-Soldanelle und Berg-Alpenglöckchen.

## Beschreibung

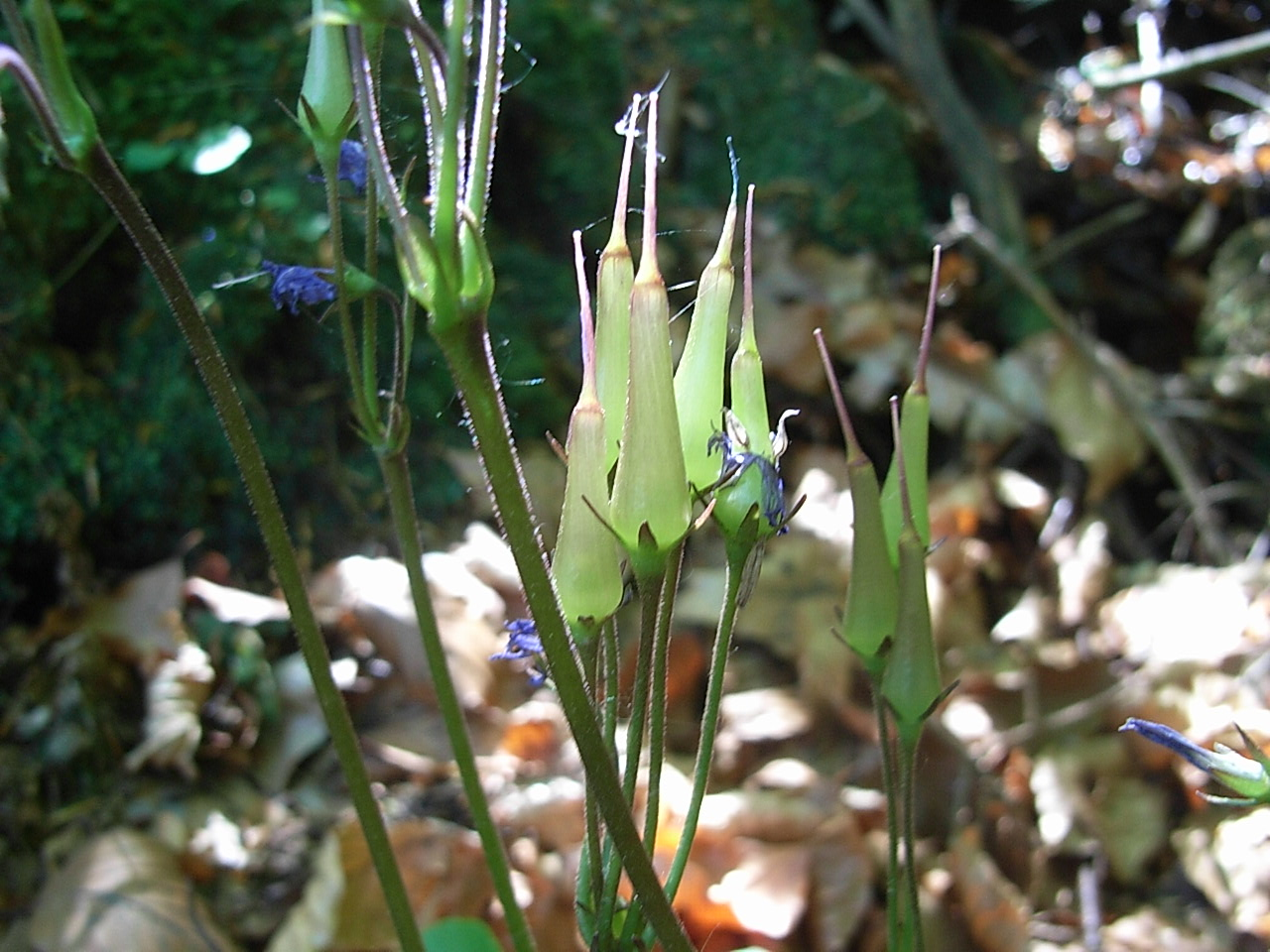
Kapselfrüchte

### Vegetative Merkmale
Die Wald-Soldanelle wächst als ausdauernde krautige Pflanze. Es ist ein kriechender „Wurzelstock“ vorhanden.
Die Laubblätter sind in Blattstiel und -spreite gegliedert. Die jungen Blattstiele sind dicht mit gestielten und gegliederten Drüsenhaaren bedeckt und sind später nicht verkahlend. Die einfache Blattspreite ist bei einer Breite von 2,5 bis 7 Zentimetern rund bis nierenförmig. Sie ist am Rand entfernt gekerbt und etwas nach unten eingerollt. Die Nerven der Blattspreiten treten oberseits deutlich hervor.

### Generative Merkmale
Die Blütezeit reicht, je nach Standort, von April bis Juni. Die Blütenstandsschäfte sind 10 bis 20 Zentimeter, ausnahmsweise bis 35 Zentimeter hoch und tragen jeweils drei bis zehn schief aufrechte oder nickende Blüten.
Die zwittrige Blüte ist fünfzählig mit doppelter Blütenhülle. Die bläuliche Blütenkrone ist 10 bis 17 Millimeter lang und bis zur Mitte und darüber hinaus unregelmäßig zerschlitzt. Die Schlundschuppen sind groß, meist länger als breit und durch eine tiefe Ausbuchtung zweilappig. Die Staubbeutel sind im oberen Bereich purpurrot und (ohne Schwänzchen) 2,5 bis 3 Millimeter lang. Die Staubfäden sind mehr oder weniger drüsenhaarig.
Die Kapselfrucht ist bei einer Länge von bis zu 12 Millimeter zylindrisch.
Die Chromosomenzahl beträgt 2n = 40, seltener 38.

## Ähnliche Arten
Von der ähnlichen Alpen-Soldanelle unterscheidet sich die Wald-Soldanelle durch die breitere Blattspreite und die zahlreicheren Blüten an den Blütenstandsschäften.

## Vorkommen
Die Wald-Soldanelle kommt in Deutschland, Österreich, Italien, Tschechien, Polen, Ungarn, in der Ukraine, in Rumänien und Bulgarien vor. Sie kommt in Mitteleuropa im östlichen Alpenvorland, im Ostteil der Nördlichen Kalkalpen bis zum Wiener Schneeberg, im Bayerischen Wald und im Böhmerwald sowie im Waldviertel zerstreut vor. Die Art ist in Deutschland durch die BArtSchV besonders geschützt.
Sie gedeiht meist in Höhenlagen von 800 bis 1600 Metern. Sie wächst auf moosigen, nährstoff- und basenarmen, sauren Rohhumusböden und hat damit ganz andere Ansprüche als die Alpen-Soldanelle, die kalkreiche Böden bevorzugt. Sie besiedelt Feuchtstellen in nicht zu dichten Fichtenwäldern, sie geht aber auch auf lückige, vernässte und anmoorige Waldwiesen und auf trockene Standorte in Hoch- und Zwischenmooren. An ihren Standorten ist sie fast immer bestandsbildend. Sie ist eine Charakterart des Verbandes der Fichtenwälder (Piceion). Im Bayerischen Wald ist sie eine Charakterart des Calamagrostio villosae-Piceetum.

## Taxonomie und Systematik
Die Wald-Soldanelle wurde 1809 durch Carl Ludwig Willdenow in Enumeratio Plantarum Horti Regii Botanici Berolinensis ... Band 1, S. 192 als Soldanella montana erstbeschrieben.
Man kann folgende Unterarten unterscheiden:
- Soldanella montana subsp. montana
- Soldanella montana subsp. gubalowkae Niederle: Die 2003 neu beschriebene Unterart kommt in Polen vor.[3]
- Eine weitere Unterart, Soldanella montana subsp. hungarica (Simonk.) Lüdi wird heute meist als eigenständige Art Soldanella hungarica Simonk. angesehen.[3] Sie kommt in Mitteleuropa in Niederösterreich, Salzburg, Kärnten und in der Steiermark vor.[4]